# Autódromo Internacional Ayrton Senna
L'Autódromo Internacional Ayrton Senna és un circuit de curses de Goiânia, Brasil. El nom és un homenatge al pilot de São Paulo Ayrton Senna, mort el 1994. El circuit es va naugurar el 1974 i de 1987 a 1989 va acollir el Gran Premi del Brasil de motociclisme.
El 2011 se n'anuncià l'enderroc, però finalment va ser renovat el 2014 i actualment acull competicions locals d'automobilisme.

## Configuracions de la pista

Circuit mixt (1974–actualitat)
Circuit extern (1974–actualitat)
Circuit curt (1974–actualitat)